# Exhyalanthrax intermedius
Exhyalanthrax intermedius är en tvåvingeart som först beskrevs av Paramonov 1927.  Exhyalanthrax intermedius ingår i släktet Exhyalanthrax och familjen svävflugor. Inga underarter finns listade i Catalogue of Life.